# 君を忘れない (シブがき隊の曲)
『君を忘れない』（きみをわすれない）は、シブがき隊の楽曲で、ラストシングル（28枚目）。1988年10月8日にリリースされた。

## 解説
本作発売から25日後、1988年11月2日、代々木体育館の解隊コンサートを最後に、シブがき隊は解散した。
TBSテレビ「ザ・ベストテン」に「反逆のアジテイション」以来、1年2か月振りにランクイン。
解散直前の1988年10月28日に放映されたミュージックステーション（テレビ朝日系列）が、シブがき隊として最後のテレビ生出演となった。
カップリング曲の「夜明けのジュエル」は、表記は無いがアルバム『PSST PSST』収録曲をシングル用に再レコーディングしたヴァージョン。

## 収録曲
1. 君を忘れない
  - 作詞：森浩美　作曲：井上大輔　編曲：新川博
2. 夜明けのジュエル
  - 作詞：秋元康　作曲・編曲：後藤次利